# BlackBerry Passport

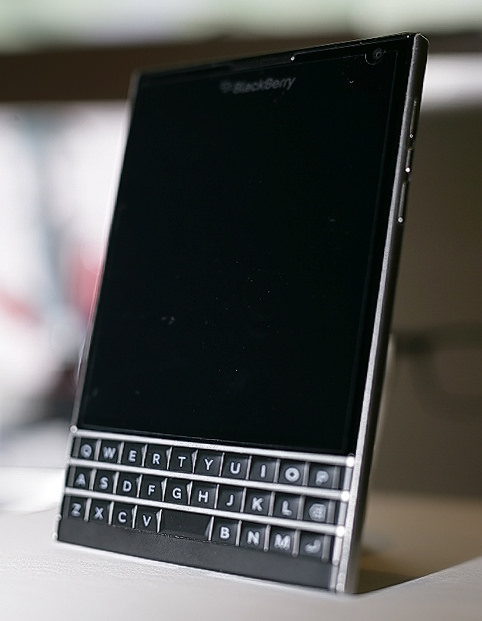
BlackBerry Passport

Das BlackBerry Passport ist ein von BlackBerry (zuvor Research In Motion, kurz RIM) entwickeltes und vertriebenes Smartphone, welches erstmals am 25. September 2014 Medienvertretern im Rahmen parallel durchgeführter Veranstaltungen in London, Toronto und Dubai vorgestellt wurde. Die Vorbestellung über den BlackBerry Shop sowie über Amazon war kurz im Anschluss der Veranstaltungen möglich. Die Auslieferungen der Geräte an die Kunden fand im Oktober 2014 statt. Das rechteckige Design und die Abmessungen des Smartphones basieren auf der Form eines Reisepasses, wovon sich auch der Name des Passport (zu Deutsch Reisepass) ableitet. Das Passport wurde werkseitig mit dem Betriebssystem BlackBerry 10 ausgeliefert.

## Charakteristika

### Design und Verarbeitung
Durch die Abmessungen des Passport (128×90,3×9,3 mm) unterschied sich das Gerät signifikant von den zum Zeitpunkt der Veröffentlichung marktüblichen Konkurrenzprodukten. Über der aus drei Zeilen bestehenden physischen Tastatur befindet sich auf der Gerätevorderseite das 4,5-Zoll-Display mit einer Auflösung von 1.440×1.440 Pixeln (453 PPI), dessen Glas zu den Seiten hin leicht abgerundet ist. Die Rückseite des Passport besteht aus mattem, glasfaserverstärktem Kunststoff und wird durch das Logo des Herstellers geziert. Darüber hinaus ist hier die 13-Megapixel-Kamera mit LED-Blitz verortet. Das Passport ist zu allen Seiten durch einen Metallrahmen umgeben, welcher auf der rechten Geräteseite durch die Lautstärkenregler sowie der Taste für den BlackBerry Assistant, auf der Geräteoberseite durch den 3,5 mm Klinkenanschluss sowie der Ein-/Aus-/Bereitschaftstaste und auf der Geräteunterseite durch den Micro-USB optisch unterbrochen wird. Durch die auf der Rückseite horizontal verlaufende Metallverbindung, erinnert diese Konstruktion „an die in der modernen Architektur verwendeten Doppel-T-Träger“ und lassen das Gerät massiv erscheinen. Das Gewicht gibt BlackBerry mit 196 Gramm an.

### Berührungsempfindliche Tastatur
Ein weiteres, unterscheidendes Merkmal ist die für den Hersteller bezeichnende haptische QWERTZ-Tastatur, welche im Laufe der Entwicklungsgeschichte des Smartphones zunehmend an Bedeutung verlor, von BlackBerry allerdings weiterverfolgt und entwickelt wurde. Mit dem Passport führte das Unternehmen erstmals eine berührungsempfindliche QWERTZ-Tastatur ein, mit dessen Bildlauf der Anwender beispielsweise durch Dokumente, Webseiten oder Emails navigieren kann, ohne dass hierbei die Sicht auf den Touchscreen versperrt wird. Bei Verwendung des Passport im Querformat kann die Tastatur als Bildlaufleiste verwendet werden. Im unteren Bildschirmbereich kann zusätzlich eine virtuelle Tastatur angezeigt werden, welche die taktile Tastatur um Sonderzeichentabellen und Zahlenblöcke erweitert. Beim Verfassen von Textnachrichten werden hier zusätzlich Wortvorschläge angezeigt, welche durch Wischen über die physische Tastatur in Richtung des gewünschten Wortes angenommen werden können.

## Technik

### Leistung
Im Passport wurde der Qualcomm Snapdragon 801 Prozessor mit 2,2 GHz Quad-Core CPUs (MSM8974-AA) in Kombination mit dem Adreno 330 (450 MHz G) Grafikprozessor und 3 GB RAM Arbeitsspeicher verbaut. Ladevorgänge und die Datensynchronisierung erfolgen über einen USB-2.0-Anschluss auf der Unterseite des Gerätes.

### Kamera
Auf der Rückseite des Gerätes befindet sich die Kamera mit F2.0-Objektiv und einer Auflösung von 13 Megapixel. Das System verfügt über Autofokus, optischen Bildstabilisator, 5-fachen digitalen Zoom sowie einem LED-Blitzlicht für Nachtaufnahmen.
Videoaufnahmen können in Full-HD-Auflösung bei 60 Bildern pro Sekunde aufgenommen werden.

### Mikrofon- und Lautsprechersystem
Das Passport verfügt über ein vierfaches Mikrofonsystem sowie zwei Stereo-Lautsprecher auf der Geräteunterseite. Hintergrundgeräusche werden durch die zusätzlichen Mikrofone herausgefiltert und Anrufe der Position des Telefons entsprechend angepasst, was für eine deutlich verbesserte Sprachqualität sorgen soll.

### Akku
Mit 3.450 Milliamperestunden (mAh) weist der integrierte, fest verbaute Akku des Passport eine vergleichbar hohe Kapazität auf, so dass BlackBerry die Sprechzeit mit bis zu 24 Stunden und die Wiedergabe von Videos mit bis zu 11 Stunden angibt. Die gemischte Nutzung liegt laut Hersteller bei bis zu 30 Stunden.

### Speicherkapazität
Der interne Speicher des Passport beträgt 32 Gigabyte und kann durch eine externe MicroSD-Karte um bis zu 256 Gigabyte auf insgesamt 288 Gigabyte erweitert werden.

## Applikationen
Werkseitig ist auf dem Passport der unternehmenseigene App Store BlackBerry World sowie der Amazon Appstore installiert. Das Betriebssystem BlackBerry 10 unterstützt seit der Version 10.3 die Ausführung von Android Apps, welche über den Amazon Appstore bezogen werden können. Grundsätzlich ist es somit möglich, Android Apps auf dem Passport zu installieren. Jedoch kann es hierbei vereinzelt bei der Ausführung zu Kompatibilitätsproblemen führen, sofern die Apps nicht über den Amazon Appstore, sondern von anderen Quellen wie beispielsweise Drittanbietern bezogen werden.
Prinzipiell werden nahezu alle Anwendungen bis zu Android Runtime 4.3 unterstützt. Für Applikationen, die Google Play Services verlangen ist ein gewisser extra Aufwand verbunden.

## Rezeption

### Verkaufserfolg
Die Erstauflage des Passport mit einer Stückzahl von ca. 200.000 Geräten war bereits binnen weniger Stunden ausverkauft. Die über den Blackberry Shop angebotenen Geräte waren bereits nach 6 Stunden ausverkauft, die über Amazon angebotene Geräte nach etwa 10 Stunden. Hierdurch belegte das Passport kurzzeitig bei Amazon den ersten Platz der meistverkauften, vertragsfreien Smartphones. Der Verkaufspreis des Passport lag bei $599, wobei die unverbindliche Preisempfehlung in Deutschland mit 649,00 € angegeben worden ist.

### Silver Edition
Am 4. August 2015 veröffentlichte BlackBerry mit der Silver Edition eine Sonderedition des Passport.
An der Hardware wurden kaum Änderungen im Vergleich zum herkömmlichen Passport vorgenommen, so dass sich die Silver Edition großteils hinsichtlich Optik und Haptik unterscheidet. Das Gerätegehäuse ist per definitionem in Silber gehalten und in verstärktem Edelstahl ausgeführt, wodurch sich das Gewicht des Passport in der Silver Edition um 9 Gramm auf insgesamt 205 Gramm sowie die Geräteabmessungen auf 131 × 90,3 × 9,3 mm erhöhen. Das Kinn des Gerätes ist ein wenig höher und die Geräterückseite ist in einem Diamentenmuster geriffelt, was die Griffigkeit des Gerätes erhöhen soll. Ferner wurde das Design der Hauptkamera signifikant geändert und erinnert an das Design einer Spiegelreflexkamera. Die Kanten des Passport wurden in der Silver Edition leicht abgerundet und die Lautsprecher auf der Geräteunterseite mit einer schützenden Mikroperforation versehen. Zusätzlich wurde der Chip für die vordere Kamera geändert, was in einer schnelleren Reaktionszeit dieser resultiert. Auch die Tastatur wurde leicht angepasst und ist nun noch widerstandsloser zu betätigen.